# Az Egyesült Királyság földrajza
Az Egyesült Királyság, hivatalos nevén Nagy-Britannia és Észak-Írország Egyesült Királysága (angolul: United Kingdom of Great Britain and Northern Ireland) Nyugat-Európában elhelyezkedő szigetország, melynek összterülete 242 910 km², fővárosa London, az ország lakosainak száma 67,22 millió fő (2020).
A szigetország maga is több szigetből áll, főszigete a Brit-sziget, melyen Anglia, Skócia és Wales helyezkedik el, míg az Ír-szigeten Észak-Írország tartozik az Egyesült Királysághoz. Wales 1536-ban, Skócia 1707-ben csatlakozott Angliához, míg Észak-Írország 1801-ben lett a királyság része.
A brit fősziget, azaz Nagy-Britannia helyzete igen kedvező, mivel csak tengeri határai vannak, csupán a királyság északír területe határos szárazföldön Írországgal. A fősziget alakjánál fogva nincs olyan pontja, mely 120 kilométernél távolabb lenne a tengertől. A legközelebbi szárazföld (Írország kivételével) Franciaország, melytől a 33 kilométer széles Doveri-szoros választja el. Nagy-Britannia gazdaságilag igen fejletlen volt egészen 1492-ig, Amerika felfedezéséig, földrajzi helyzete azonban ezektől az időktől igen előnyössé vált számára.

## Domborzat

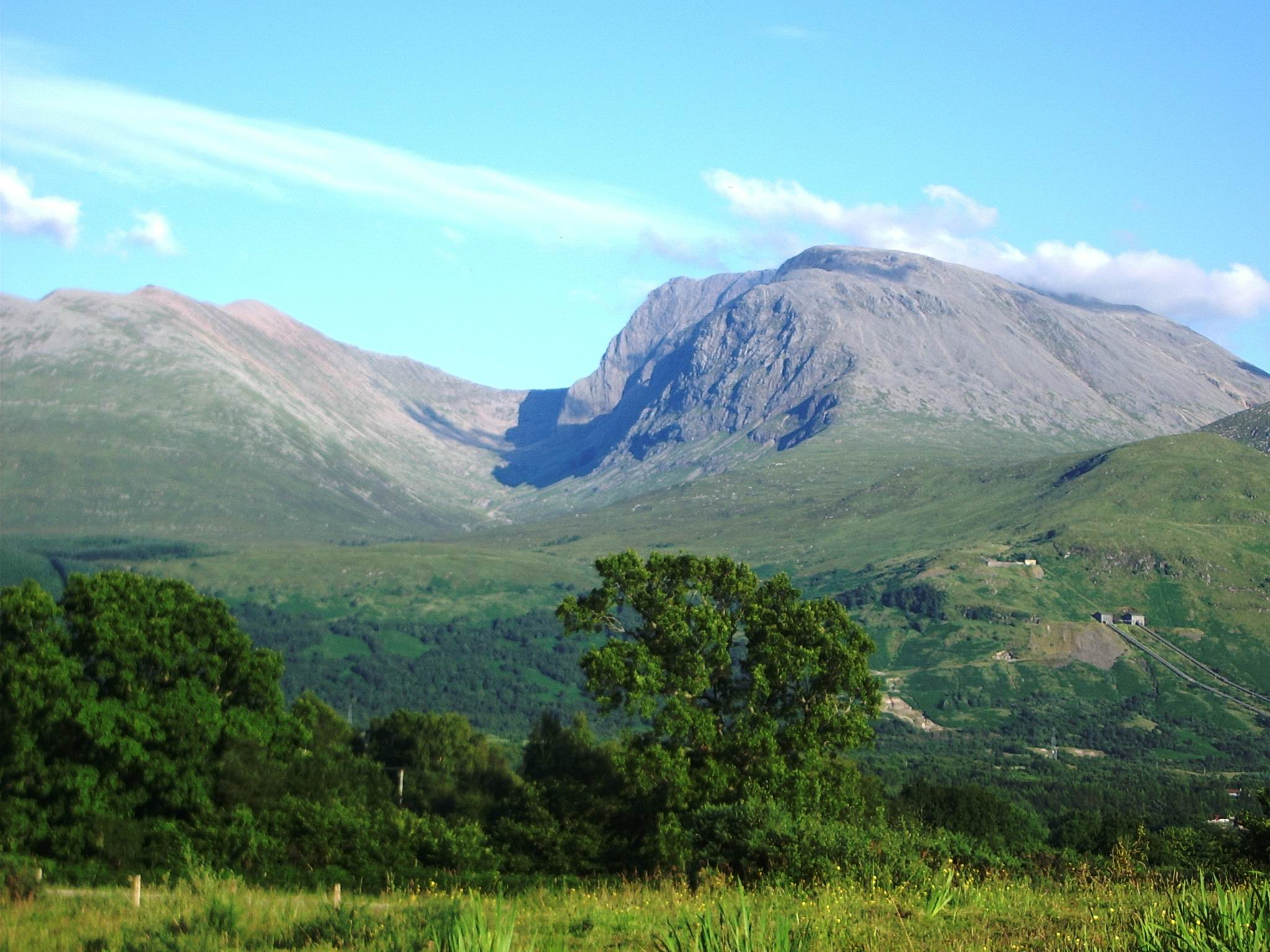
A Ben Nevis, az Egyesült Királyság legmagasabb pontja

Nagy-Britannia földrajzilag két igen elkülönülő részre osztható. A sziget északnyugati felén kristályos és átalakult kőzetekből álló röghegységek találhatóak, amik egyre öregebbek, ahogy délről észak felé haladunk. A variszkuszi eredetű Pennine-hegység, mely Anglia gerincét adja, észak-déli irányban húzódik 250 kilométer hosszan. Wales északi részét a Cambriai-hegység alkotja, Anglia és Skócia természetes határát pedig a Cheviot-hegység alkotja.
A sziget északi területének nagy részét a Kaledóniai-hegységrendszerhez tartozó Skót-felföld foglalja el. Ezt a felföldet a délnyugat-északkelet irányban húzódó Glen More-törésvonal miatt kialakult Kaledóniai-árok osztja ketté, ebben húzódik a Kaledóniai-csatorna. Az ettől a csatornától délkeletre fekvő Grampian-hegységben van az ország legmagasabb csúcsa, az 1343 méter magas Ben Nevis. A csatornától északnyugatra a Északnyugati-felföld található.
A sziget délkeleti részén az Angol-lépcsővidék és az általa közrefogott Londoni-medence fekszik.

## Vízrajz

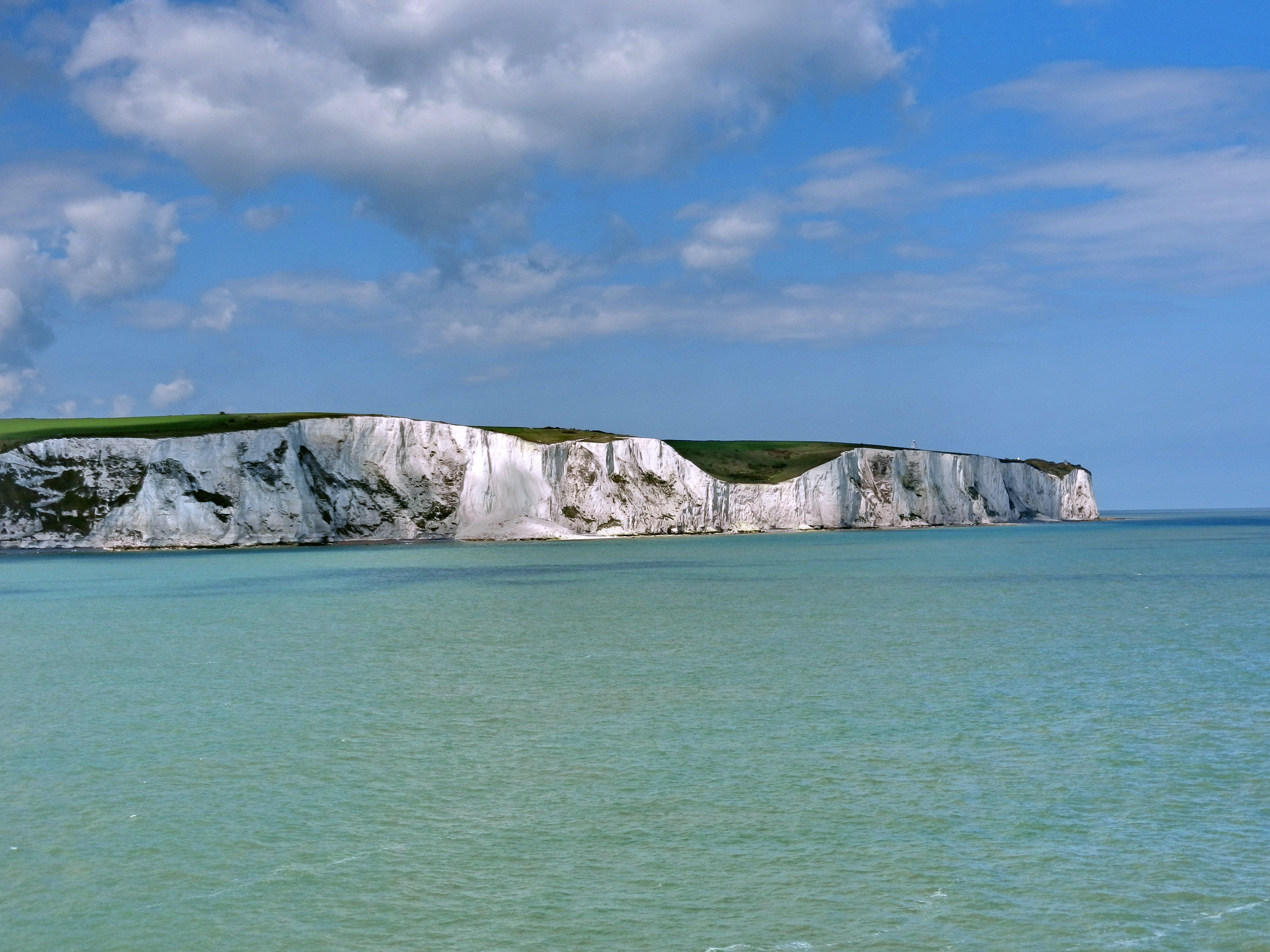
A doveri fehér sziklák

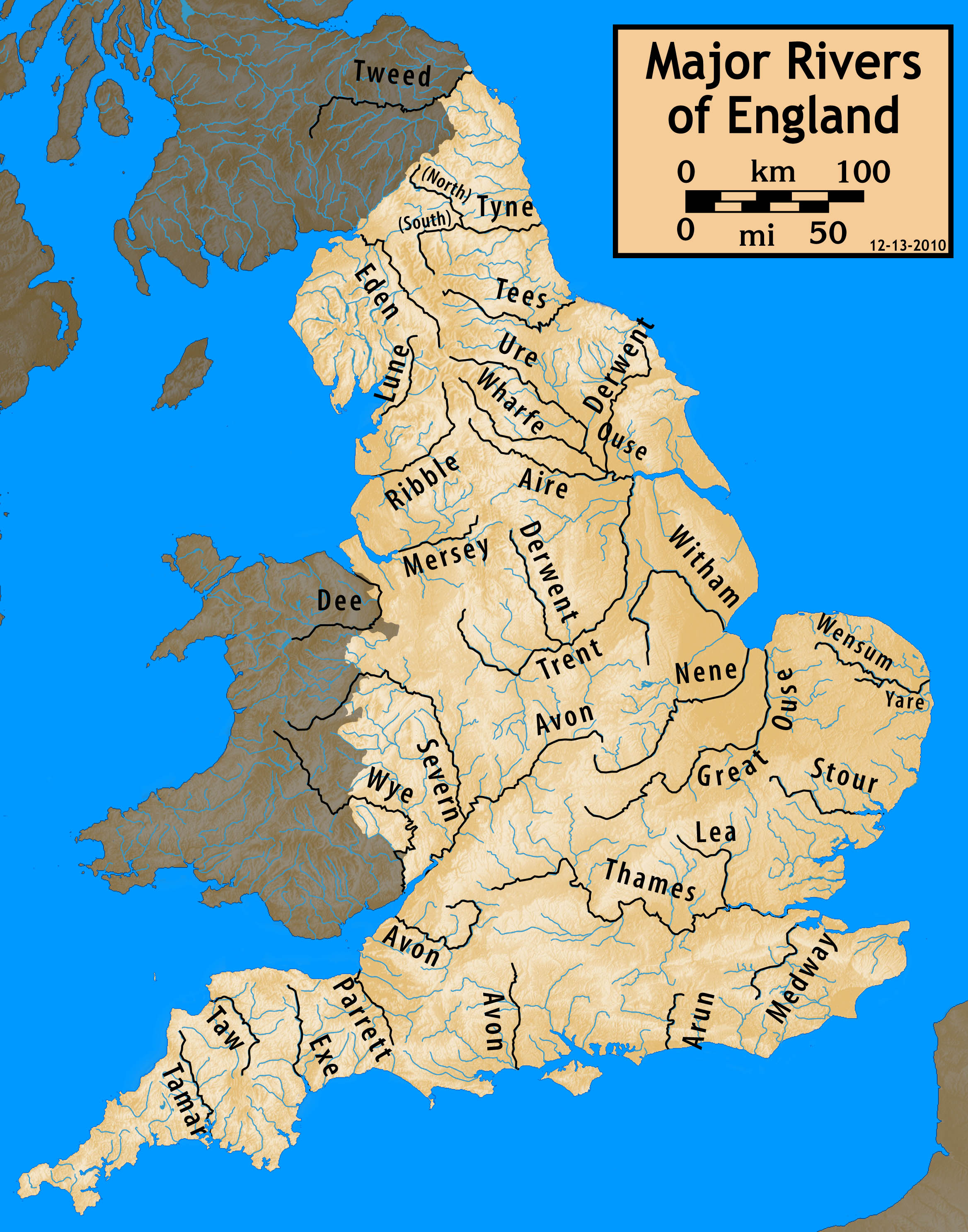
Anglia jelentősebb folyói

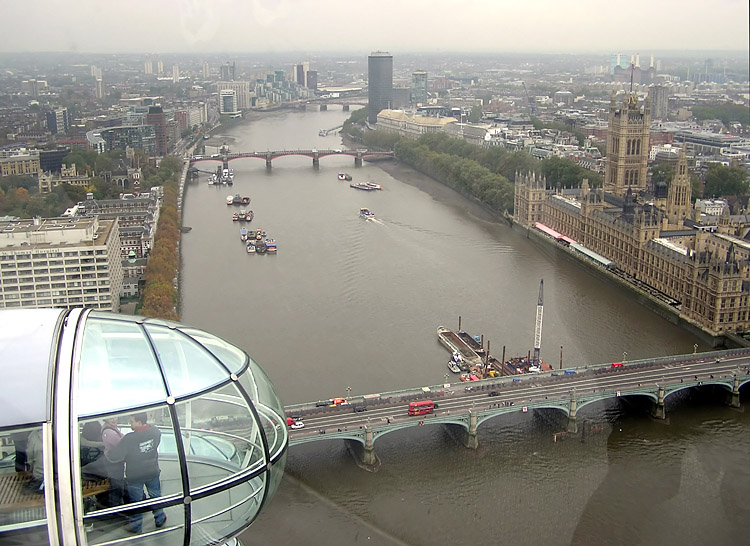
A Temze Londonnál

Nagy-Britanniát minden oldalról víz veszi körül, a La Manche-csatorna, az Ír-tenger, az Északi-tenger, a Kelta-tenger és az Atlanti-óceán. Partvidéke 12430 kilométer hosszú, öblökkel és folyótorkolatokkal gazdagon tagolt, emiatt a partok jó lehetőséget kínálnak a hajózás számára. Mivel az Egyesült Királyság szigetország, a vizek természetes védettséget is jelentettek a számára minden korban. A sok csapadék miatt az ország folyó bővízűek és kiegyenlített vízjárásúak, de rövidek. Leghosszabb folyója a 392 km hosszú Severn, fontos folyó ezenkívül még a 338 km-es Temze, ami Londont is átszeli.

## Éghajlat
Nagy-Britannia hegyvidéki területein az éghajlat erősen óceáni hatás alatt áll, nagyon sok, éves átlagban 1500–2500 mm csapadékkal. Ezeken a vidékeken sokat fúj a szél és keveset süt a nap. A Londoni-medence környékén az éghajlat kevésbé óceáni, a csapadék is kevesebb (500–600 mm). Több a napsütés és a nyarak is melegebbek. Emiatt ez a terület az ország legjelentősebb agrárvidéke.
Az Észak-atlanti-áramlás miatt az egész országban mindenütt enyhe a tél és csapadékos.

## Élővilág
Valaha sűrű erdők voltak az ország hegyvidéki területein, de azokat szinte teljesen kivágták, főleg a hajóépítés és a bányafa miatt. Az erdők helyét dús legelők és bozótosok, lápok foglalták el.

## Népesség- és településföldrajz
Nagy-Britannia népességszáma 2001-ben 58,8 millió fő volt, így az Európai Unió harmadik legnépesebb állama Németország és Franciaország után. A Nemzeti Statisztikai Hivatal szerint az ország lakossága 61,3 millióra főre nőtt 2008-ra. Ennek a növekedésnek a döntő része a bevándorlásból ered, mivel a természetes népességnövekedés értéke csak 3,5 ezrelék.
Összetételét tekintve az ország lakosságának 80%-a angol, 10%-a skót, 4%-a ír, 2%-a walesi, a maradék 4% pedig bevándorló: lengyel és más kelet-európaiak, arab, indiai, pakisztáni, karibi stb. Az ő bevándorlásuk a második világháború után kezdődött, az 1990-2000-es évektől nagy arányú kelet-európai (főleg lengyel) bevándorlás is megfigyelhető.
Nagy-Britannia népsűrűsége 244 fő/km², ezzel az EU negyedik legsűrűbben lakott országa. Az átlagos népsűrűség azonban területenként igen eltérő, mivel az ország északnyugaton lévő hegyvidéki része gyéren lakott, a többség a síkságokon él. Skócia népsűrűsége csak 65 fő/km², Angliáé viszont 376 fő/km².
Anglia a modern urbanizáció szülőföldje, mivel az országban zajlott le az ipari forradalom első szakasza és gyors ütemű volt a faluból a városba áramlás. A városlakók aránya 1800 és 1900 között 32%-ról 78%-ra emelkedett, és ezzel abban a korban a legmagasabb volt a Földön. Ennek sok negatív következménye lett, az angol városokban óriási nyomornegyedek alakultak ki, közművek nélkül. Itt sorozatos járványok (kolera, tífusz) pusztították a lakosságot. Erre adott válaszként született meg a 19. század végén a tervszerű városépítészet. 1946-ban, a háború pusztításai után úgynevezett "újváros"-fejlesztő programot indítottak. Ekkor London köré 8 várost terveztek, további hatot pedig szerte az országban. Ma Nagy-Britannia népességének 92%-a városlakó (2008). A legnépesebb közülük a 7,6 milliós London.